# 韓湘子全傳
《韓湘子全傳》又名《韓湘子十二度韓昌黎全傳》、《韓昌黎全傳》、《韓湘子得道》、《韓湘子》。是明代小說家楊爾曾撰，成書於明朝天啟三年金陵九如堂刊本，全書共八卷三十回。是明末長篇幻化神魔小說。記述唐朝韓湘子是個來歷不凡的仙體，為三百年前一精靈轉世，以韓愈和竇氏為軸線，最終渡化韓愈一家修道成仙之神魔小說。

## 內容概述
韓湘子，名韓湘，小名叫做湘子。為一道士道：「我從湘江路上走來，見那煙水滔滔，東流西轉，萬年不斷，最是長久。如今令郎取名韓湘，小名叫做湘子，願他易長易養，無難無災。異日榮華富貴，如湘水之汪洋；壽命康寧，似湘流之不斷。」
故事講述韓湘子神通廣大，能升天、奏見玉皇，能到龍宮，會見龍王，到陰曹，查看生死簿。他要風有風，要雪有雪，能支配天氣的變化；要山有山，要河有河，可改變山河；他能騰雲駕霧、變化多端。並可洞察人心，預知人的命運。他想盡一切辦法度化其叔父韓愈一家，終於成功，實現了一子升仙，九族登天的理想。

## 目錄
1. 序
2. 第一回雉衡山鶴兒毓秀　湘江岸香獐受譴
3. 第二回脫輪回鶴童轉世　談星相鍾呂埋名
4. 第三回虎榜上韓愈題名　洞房中湘子合巹
5. 第四回灑金橋鍾呂現形　睡虎山韓湘學道
6. 第五回砍芙蓉暗諷蘆英　候城門眾譏湘子
7. 第六回棄家緣湘子修行　化美女初試湘子
8. 第七回虎蛇攔路試韓湘　妖魔遁形避真火
9. 第八回菩薩顯靈升上界　韓湘凝定守丹爐
10. 第九回韓湘子名登紫府　兩牧童眼識神仙
11. 第十回自誇詡龜鷺罹災　唱道情韓湘動眾
12. 第十一回湘子假形傳信息　石獅點化變成金
13. 第十二回退之祈雪上南壇　龍王躬身聽號令
14. 第十三回駕祥雲憲宗頂禮　論全真湘子吟詩
15. 第十四回闖華筵湘子談天　養元陽退之不悟
16. 第十五回顯神通地上鼾眠　假道童筵前暢飲
17. 第十六回入陰司查勘生死　召仙女慶祝生辰
18. 第十七回韓湘子神通顯化　林蘆英恩愛牽纏
19. 第十八回唐憲宗敬迎佛骨　韓退之直諫受貶
20. 第十九回貶潮陽退之赴任　渡愛河湘子撐船
21. 第二十回美女莊漁樵點化　雪山裡牧子醒迷
22. 第二十一回問吉凶廟中求卜　解饑渴茅屋棲身
23. 第二十二回坐茅庵退之自歎　驅鱷魚天將施功
24. 第二十三回苦修行退之覺悟　甘守節林氏堅貞
25. 第二十四回歸故里韓湘顯化　射鶯哥竇氏執迷
26. 第二十五回呂純陽崔家托夢　張二媽韓府求親
27. 第二十六回崔尚書假公報怨　兩漁翁並坐垂綸
28. 第二十七回卓韋庵主僕重逢　養牛兒文公悟道
29. 第二十八回墨尿山樵夫指路　麻姑庵婆媳修行
30. 第二十九回人熊馱韓清過嶺　仙子傳竇氏玄機
31. 第三十回香獐幸脫離水厄　韓林齊證聖超凡

## 外部連結
- 韩湘子全传 （页面存档备份，存于）
- 三國大本營-歷史新天地：綠手指韓湘子 （页面存档备份，存于）